# Eddie Dawkins
Edward James "Eddie" Dawkins (Invercargill, 11 de agosto de 1989) é um ciclista de pista neozelandês. Dawkins é particularmente bem-sucedido nas provas de velocidade.